# توماس روبرتس (لاعب كرة قدم)
توماس روبرتس (بالإنجليزية: Thomas Roberts)‏ هو لاعب كرة قدم أمريكي في مركز الوسط، ولد في 11 مايو 2001 في ليتل روك في الولايات المتحدة. لعب مع نادي دالاس.

## وصلات خارجية
- توماس روبرتس (لاعب كرة قدم) على موقع الدوري الأمريكي (الإنجليزية)
- توماس روبرتس (لاعب كرة قدم) على موقع قاعدة بيانات كرة القدم.إي يو (الإنجليزية)
- توماس روبرتس (لاعب كرة قدم) على موقع Soccerway.com (الإنجليزية)
- توماس روبرتس (لاعب كرة قدم) على موقع عالم كرة القدم.نت (الإنجليزية)